# Enstatitni hondrit
Enstatitni hondrit ali E hondrit je posebna vrsta (razred) kamnitih meteoritov iz skupine hondritov, ki vsebujejo mineral enstatit. Od običajnih ogljikovih hondritov se razlikujejo po tem, da vsebujejo železo samo v reducirani obliki. Iz tega se da zaključiti, da je bilo starševsko telo v okolju, ki ni imelo veliko kisika, kar ne velja za ostalee hondrite. To pomeni, da niso bili na področju asteroidnega pasu ampak so bili bliže Soncu (možno je celo, da so nastajali znotraj Merkurjeve tirnice

V odvisnosti od količine kovine delimo enstatitne hondrite v dve skupini:
- skupina EH, ki vsebuje veliko kovine (High metal), okoli 29% železa
- skupina EL, ki vsebuje manj kovine (Low metal), okoli 22% železa

Obe skupini izhajata iz skupnega starševskega telesa (verjetno iz različnih plasti). 

Za meteorit Abee, ki je največji najdeni enstatitni hondrit (107 kg), so trdili, da izvira z Merkurja. Danes imajo to trditev za sporno, ker ni pravih dokazov zanjo.
Meritve razmerja izotopov 53Cr/52Cr v vzorcih iz Zemlje, meteoritih z Marsa in HED meteoritih (izhajajo iz asteroidnega pasu) sklepajo, da z razdaljo od Sonca to razmerje pada. 

Po petrološki razvrstitvi spadajo v tipe 3 do 6.

Raziskave kažejo na to, da je Zemlja nastala iz podobnega materiala kot enstatitni meteoriti.